# Mešita Arnaudija
Mešita Arnaudija byla jedna z 15 mešit v Banja Luce. Roku 1993 (přesněji v noci z 6. na 7. května) byla spolu s mnohými dalšími zničena při občanské válce srbskými silami. Postavena byla v roce 1594 a již od roku 1950 byla stavba zařazena mezi jugoslávské kulturní památky.
Roku 2003 začala obnova celé stavby, která bude mít několik fází.